# Bologna Football Club 1987-1988
Questa voce raccoglie le informazioni riguardanti il Bologna Football Club nelle competizioni ufficiali della stagione 1987-1988.

## Stagione
Dopo sei stagioni di assenza dalla Serie A, cinque tra i cadetti e una in Serie C1 il Bologna nella stagione di Serie B 1987-1988 si classifica al primo posto con 51 punti, facendo così il suo rientro nella massima divisione. Sale di categoria con il Lecce, la Lazio e l'Atalanta. La coppia formata dal presidente Gino Corioni e dal tecnico Luigi Maifredi corona il sogno della promozione, disputando un sontuoso campionato. Nettamente in testa con 27 punti al termine del girone di andata, ha poi controllato, nel girone di ritorno, tranquillamente il gruppo delle inseguitrici, praticando un calcio di ottima fattura, il calcio spumeggiante e spettacolare voluto da Gigi Maifredi, votato più all'attacco che a difendersi, come dimostrano le 62 reti segnate e le 37 reti subite. Con 21 reti la punta bolognese Lorenzo Marronaro ha vinto la classifica dei marcatori. Al festival del gol hanno partecipato con 12 reti a testa tra Coppa Italia e campionato, anche Loris Pradella e Fabio Poli.
In Coppa Italia il Bologna ha superato il primo turno, disputato prima del campionato, nel primo girone di qualificazione, che ha vinto con 11 punti insieme al Verona. A gennaio disputa gli ottavi di finale con l'Inter, ma viene eliminato nel doppio confronto con due sconfitte: (1-3) in casa e (3-0) a Milano. Per questa stagione nei gironi di qualificazione della Coppa Italia, si fanno esperimenti, la vittoria vale 3 punti, e in caso di pareggio, come accaduto al Bologna a Ferrara e a Messina, si tirano i calci di rigore, che assegnano 2 punti a chi vince e uno a chi perde.

## Divise e sponsor
Le maglie adottate per la stagione 1987-1988 sono a 4 strisce verticali rossoblù, pantaloncini blu o bianchi e calzettoni blu, la divisa di riserva è completamente bianca. Lo sponsor della stagione è Segafredo e lo sponsor tecnico NR.
| Casa | Trasferta | 1ª portiere |

## Rosa
| N. |                   | Ruolo | Calciatore              |
| -- | ----------------- | ----- | ----------------------- |
|    | Italia (bandiera) | P     | Nello Cusin             |
|    | Italia (bandiera) | P     | Enrico Cavalieri        |
|    | Italia (bandiera) | P     | Ivan Gamberini          |
|    | Italia (bandiera) | P     | Roberto Pedroni         |
|    | Italia (bandiera) | D     | Gianluca Luppi          |
|    | Italia (bandiera) | D     | Renato Villa            |
|    | Italia (bandiera) | D     | Massimo Beghetto        |
|    | Italia (bandiera) | D     | Maurizio Cavallo        |
|    | Italia (bandiera) | D     | Marco Antonio De Marchi |
|    | Italia (bandiera) | D     | Marco Monza             |
|    | Italia (bandiera) | D     | Claudio Ottoni          |

| N. |                   | Ruolo | Calciatore            |
| -- | ----------------- | ----- | --------------------- |
|    | Italia (bandiera) | C     | Eraldo Pecci          |
|    | Italia (bandiera) | C     | Alessandro Quaggiotto |
|    | Italia (bandiera) | C     | Paolo Stringara       |
|    | Italia (bandiera) | C     | Giancarlo Marocchi    |
|    | Italia (bandiera) | C     | Maurizio Gilardi      |
|    | Italia (bandiera) | C     | Paolo Bonfadini       |
|    | Italia (bandiera) | C     | Fabio Poli            |
|    | Italia (bandiera) | C     | Piergiorgio Tovoli    |
|    | Italia (bandiera) | C     | Pietro Strada         |
|    | Italia (bandiera) | A     | Loris Pradella        |
|    | Italia (bandiera) | A     | Lorenzo Marronaro     |

## Risultati

### Campionato

#### Girone di andata
| Arbitro: | Casarin (Milano) |

|                                    |           |  |
| Barbas 9’ Pasculli 63’ Levanto 86’ | Marcatori |  |

| Arbitro: | Di Cola (Avezzano) |

|                    |           |                 |
| Monza 49’ Poli 84’ | Marcatori | 65’ D. Fontolan |

| Arbitro: | Paparesta (Bari) |

|                           |           |                       |
| Galderisi 37’ Morelli 61’ | Marcatori | 12’ Pradella 45’ Poli |

| Brescia 4 ottobre 1987 4ª giornata | Brescia          | 0 – 0 | Bologna | Stadio Mario Rigamonti\| Arbitro: \| D'Elia (Salerno) \| |
| Arbitro:                           | D'Elia (Salerno) |       |         |                                                          |

| Arbitro: | Sguizzato (Verona) |

|                                  |           |              |
| Stringara 40’ Marronaro 69’, 90’ | Marcatori | 32’ Di Fabio |

| Arbitro: | Nicchi (Arezzo) |

|  |           |              |
|  | Marcatori | 7’ Marronaro |

| Arbitro: | Pucci (Firenze) |

|                                      |           |          |
| Pradella 26’ Pecci 45’ Marronaro 65’ | Marcatori | 90’ Osio |

| Arbitro: | Tarallo (Como) |

|                 |           |           |
| Poli 60’ (rig.) | Marcatori | 56’ Serra |

| Arbitro: | Sguizzato (Verona) |

|                                |           |                                   |
| Palanca 45’ (rig.), 84’ (rig.) | Marcatori | 20’ Stringara 54’ Ottoni 66’ Poli |

| Arbitro: | Di Cola (Avezzano) |

|                                 |           |                            |
| Faccini 11’ (rig.) Mandelli 89’ | Marcatori | 62’ Pradella 77’ Marronaro |

| Bologna 22 novembre 1987 11ª giornata | Bologna       | 0 – 0 | Bari | Stadio Renato Dall'Ara\| Arbitro: \| Longhi (Roma) \| |
| Arbitro:                              | Longhi (Roma) |       |      |                                                       |

| Arbitro: | Casarin (Milano) |

|                   |           |                |
| Frutti 47’ (rig.) | Marcatori | 24’ Quaggiotto |

| Arbitro: | Pairetto (Torino) |

|                       |           |            |
| Poli 41’ Pradella 51’ | Marcatori | 81’ Pelosi |

| Arbitro: | Pezzella (Frattamaggiore) |

|                      |           |  |
| Bivi 25’ (rig.), 49’ | Marcatori |  |

| Arbitro: | Magni (Bergamo) |

|               |           |  |
| Marronaro 22’ | Marcatori |  |

| Piacenza 3 gennaio 1988 16ª giornata | Piacenza          | 0 – 0 | Bologna | Stadio Comunale\| Arbitro: \| Bergamo (Livorno) \| |
| Arbitro:                             | Bergamo (Livorno) |       |         |                                                    |

| Arbitro: | Coppetelli (Tivoli) |

|                                           |           |  |
| Marronaro 45’, 70’ Marocchi 54’ Luppi 73’ | Marcatori |  |

| Arbitro: | Amendolia (Messina) |

|  |           |               |
|  | Marcatori | 53’ Marronaro |

| Arbitro: | Novi (Pisa) |

|          |           |  |
| Poli 41’ | Marcatori |  |

#### Girone di ritorno
| Arbitro: | Agnolin (Bassano del Grappa) |

|  |           |             |
|  | Marcatori | 59’ Moriero |

| Arbitro: | Lo Bello (Siracusa) |

|                          |           |                           |
| Vagheggi 21’ D. Fontolan | Marcatori | 3’ Stringara 23’ Marocchi |

| Arbitro: | Pairetto (Torino) |

|                       |           |  |
| Poli 5’ Marronaro 67’ | Marcatori |  |

| Bologna 6 marzo 1988 23ª giornata | Bologna         | 0 – 0 | Brescia | Stadio Renato Dall'Ara\| Arbitro: \| Nicchi (Arezzo) \| |
| Arbitro:                          | Nicchi (Arezzo) |       |         |                                                         |

| Arbitro: | Paparesta (Bari) |

|              |           |              |
| Catalano 56’ | Marcatori | 32’ Pradella |

| Arbitro: | Gava (Conegliano) |

|                                       |           |  |
| Marronaro 38’ Stringara 57’ Luppi 69’ | Marcatori |  |

| Parma 27 marzo 1988 26ª giornata | Parma            | 0 – 0 | Bologna | Stadio Ennio Tardini\| Arbitro: \| Baldas (Trieste) \| |
| Arbitro:                         | Baldas (Trieste) |       |         |                                                        |

| Arbitro: | Pairetto (Torino) |

|  |           |                                      |
|  | Marcatori | 64’ Marronaro 71’ Marocchi 83’ Villa |

| Arbitro: | Agnolin (Bassano del Grappa) |

|                           |           |                           |
| Marocchi 6’ Marronaro 55’ | Marcatori | 43’ Bongiorni 78’ Palanca |

| Arbitro: | Esposito (Torre del Greco) |

|                                      |           |                                 |
| Poli 35’, 57’ Pecci 69’ Pradella 81’ | Marcatori | 75’ (rig.) Mandelli 85’ Luperto |

| Arbitro: | D'Elia (Salerno) |

|                                  |           |              |
| De Trizio 18’ Perrone 49’ (rig.) | Marcatori | 12’ Pradella |

| Arbitro: | Satariano (Palermo) |

|                                                |           |             |
| Marronaro 24’, 37’ Pradella 35’ Quaggiotto 44’ | Marcatori | 29’ Rabitti |

| Cremona 8 maggio 1988 32ª giornata | Cremonese        | 0 – 0 | Bologna | Stadio Giovanni Zini\| Arbitro: \| Baldas (Trieste) \| |
| Arbitro:                           | Baldas (Trieste) |       |         |                                                        |

| Arbitro: | Frigerio (Milano) |

|                                                  |           |                                   |
| Marocchi 15’ Villa 19’ Marronaro 30’ Gilardi 38’ | Marcatori | 51’ P. Iachini 68’ (aut.) Gilardi |

| Arbitro: | Nicchi (Arezzo) |

|                                    |           |                                          |
| Fermanelli 68’ Simonini 75’ (rig.) | Marcatori | 9’, 18’ Marronaro 53’ Pradella 66’ Luppi |

| Arbitro: | Beschin (Legnago) |

|               |           |             |
| Marronaro 85’ | Marcatori | 65’ Serioli |

| Arbitro: | Pezzella (Frattamaggiore) |

|                  |           |              |
| El. Nicolini 34’ | Marcatori | 40’ Pradella |

| Arbitro: | Quartuccio (Torre Annunziata) |

|                                     |           |                |
| Quaggiotto 10’ Marronaro 66’ (rig.) | Marcatori | 35’, 60’ Nappi |

| Arbitro: | Longhi (Roma) |

|              |           |               |
| Cipriani 31’ | Marcatori | 44’ Marronaro |

### Coppa Italia

#### Primo girone
| Arbitro: | Acri (Novi Ligure) |

|                      |           |  |
| Poli 8’ Pradella 65’ | Marcatori |  |

| Arbitro: | Pairetto (Torino) |

|  |           |              |
|  | Marcatori | 41’ Pradella |

| Arbitro: | Paparesta (Bari) |

|                                  |           |           |
| Pecci 43’ Poli 55’ Stringara 78’ | Marcatori | 58’ Galia |

| Arbitro: | Tuveri (Cagliari) |

|                                            |                      |                                           |
| Paradiso 86’                               | Marcatori            | 17’ Marocchi                              |
| Paradiso Paganelli Nardini Valoti Malvolti | Tiri di rigore 5 – 4 | Poli Stringara Quaggiotto Marronaro Pecci |

| Arbitro: | Tarallo (Como) |

|                                           |                      |                                 |
| Catalano 9’ (rig.)                        | Marcatori            | 74’ (rig.) Poli                 |
| Lerda Catalano Napoli Manari S. Schillaci | Tiri di rigore 4 – 2 | Stringara Quaggiotto Poli Luppi |

#### Ottavi di finale
| Arbitro: | D'Elia (Salerno) |

|           |           |                    |
| Pecci 89’ | Marcatori | 4’, 15’, 48’ Fanna |

| Arbitro: | Nicchi (Arezzo) |

|                            |           |  |
| Serena 31’, 79’ Ciocci 55’ | Marcatori |  |

## Statistiche

### Statistiche di squadra
| Competizione | Punti | In casa | In casa | In casa | In casa | In casa | In casa | In trasferta | In trasferta | In trasferta | In trasferta | In trasferta | In trasferta | Totale | Totale | Totale | Totale | Totale | Totale | DR  |
| Competizione | Punti | G       | V       | N       | P       | Gf      | Gs      | G            | V            | N            | P            | Gf           | Gs           | G      | V      | N      | P      | Gf     | Gs     | DR  |
| ------------ | ----- | ------- | ------- | ------- | ------- | ------- | ------- | ------------ | ------------ | ------------ | ------------ | ------------ | ------------ | ------ | ------ | ------ | ------ | ------ | ------ | --- |
| Serie B      | 51    | 19      | 12      | 6       | 1       | 39      | 16      | 19           | 5            | 11           | 3            | 23           | 21           | 38     | 17     | 17     | 4      | 62     | 37     | +25 |
| Coppa Italia |       | 3       | 2       | 0       | 1       | 6       | 4       | 4            | 1            | 2            | 1            | 3            | 5            | 7      | 3      | 2      | 2      | 9      | 9      | 0   |
| Totale       |       | 22      | 14      | 6       | 2       | 45      | 20      | 23           | 6            | 13           | 4            | 26           | 26           | 45     | 20     | 19     | 6      | 71     | 46     | +25 |

### Statistiche dei giocatori
| Giocatore     | Serie B  | Serie B | Serie B     | Serie B    | Coppa Italia | Coppa Italia | Coppa Italia | Coppa Italia | Totale   | Totale | Totale      | Totale     |
| Giocatore     | Presenze | Reti    | Ammonizioni | Espulsioni | Presenze     | Reti         | Ammonizioni  | Espulsioni   | Presenze | Reti   | Ammonizioni | Espulsioni |
| ------------- | -------- | ------- | ----------- | ---------- | ------------ | ------------ | ------------ | ------------ | -------- | ------ | ----------- | ---------- |
| M. Beghetto   | 2        | 0       | ?           | ?          | ?            | ?            | ?            | ?            | 2+       | 0+     | ?           | ?          |
| P. Bonfadini  | 3        | 0       | ?           | ?          | ?            | ?            | ?            | ?            | 3+       | 0+     | ?           | ?          |
| E. Cavalieri  | 6        | -7      | ?           | ?          | ?            | ?            | ?            | ?            | 6+       | -7+    | ?           | ?          |
| M. Cavallo    | 5        | 0       | ?           | ?          | ?            | ?            | ?            | ?            | 5+       | 0+     | ?           | ?          |
| N. Cusin      | 34       | -30     | ?           | ?          | ?            | ?            | ?            | ?            | 34+      | -30+   | ?           | ?          |
| M. De Marchi  | 14       | 0       | ?           | ?          | ?            | ?            | ?            | ?            | 14+      | 0+     | ?           | ?          |
| M. Gilardi    | 31       | 1       | ?           | ?          | ?            | ?            | ?            | ?            | 31+      | 1+     | ?           | ?          |
| G. Luppi      | 35       | 3       | ?           | ?          | ?            | ?            | ?            | ?            | 35+      | 3+     | ?           | ?          |
| G. Marocchi   | 37       | 5       | ?           | ?          | ?            | ?            | ?            | ?            | 37+      | 5+     | ?           | ?          |
| L. Marronaro  | 37       | 21      | ?           | ?          | ?            | ?            | ?            | ?            | 37+      | 21+    | ?           | ?          |
| M. Monza      | 32       | 1       | ?           | ?          | ?            | ?            | ?            | ?            | 32+      | 1+     | ?           | ?          |
| C. Ottoni     | 29       | 1       | ?           | ?          | ?            | ?            | ?            | ?            | 29+      | 1+     | ?           | ?          |
| E. Pecci      | 35       | 2       | ?           | ?          | ?            | ?            | ?            | ?            | 35+      | 2+     | ?           | ?          |
| A. Petroni    | 1        | 0       | ?           | ?          | ?            | ?            | ?            | ?            | 1+       | 0+     | ?           | ?          |
| F. Poli       | 34       | 9       | ?           | ?          | ?            | ?            | ?            | ?            | 34+      | 9+     | ?           | ?          |
| L. Pradella   | 35       | 10      | ?           | ?          | ?            | ?            | ?            | ?            | 35+      | 10+    | ?           | ?          |
| A. Quaggiotto | 33       | 3       | ?           | ?          | ?            | ?            | ?            | ?            | 33+      | 3+     | ?           | ?          |
| P. Strada     | 5        | 0       | ?           | ?          | ?            | ?            | ?            | ?            | 5+       | 0+     | ?           | ?          |
| P. Stringara  | 34       | 4       | ?           | ?          | ?            | ?            | ?            | ?            | 34+      | 4+     | ?           | ?          |
| P. Tovoli     | 1        | 0       | ?           | ?          | ?            | ?            | ?            | ?            | 1+       | 0+     | ?           | ?          |
| R. Villa      | 37       | 2       | ?           | ?          | ?            | ?            | ?            | ?            | 37+      | 2+     | ?           | ?          |